# Verbascum antilibanoticum
Verbascum antilibanoticum är en flenörtsväxtart som beskrevs av Hub.-mor.. Verbascum antilibanoticum ingår i släktet kungsljus, och familjen flenörtsväxter. Inga underarter finns listade i Catalogue of Life.